# Compositie XIV
Compositie XIV is een kubistisch schilderij van Piet Mondriaan in het Van Abbemuseum in Eindhoven.
Het is een structuur van korte verticale en horizontale lijnen die vele rechthoekige vlakjes vormen. Het is in een bruin/gele kleur met grijs. De lijnen zijn zwart. Het is geschilderd in 1913.

## Beschrijving
Het is een structuur van kleine zwarte verticale en horizontale lijnen die vele rechthoekige vlakken vormen. De aanwezige kleuren zijn bruin, grijs en geel.